# Wzgórek łonowy

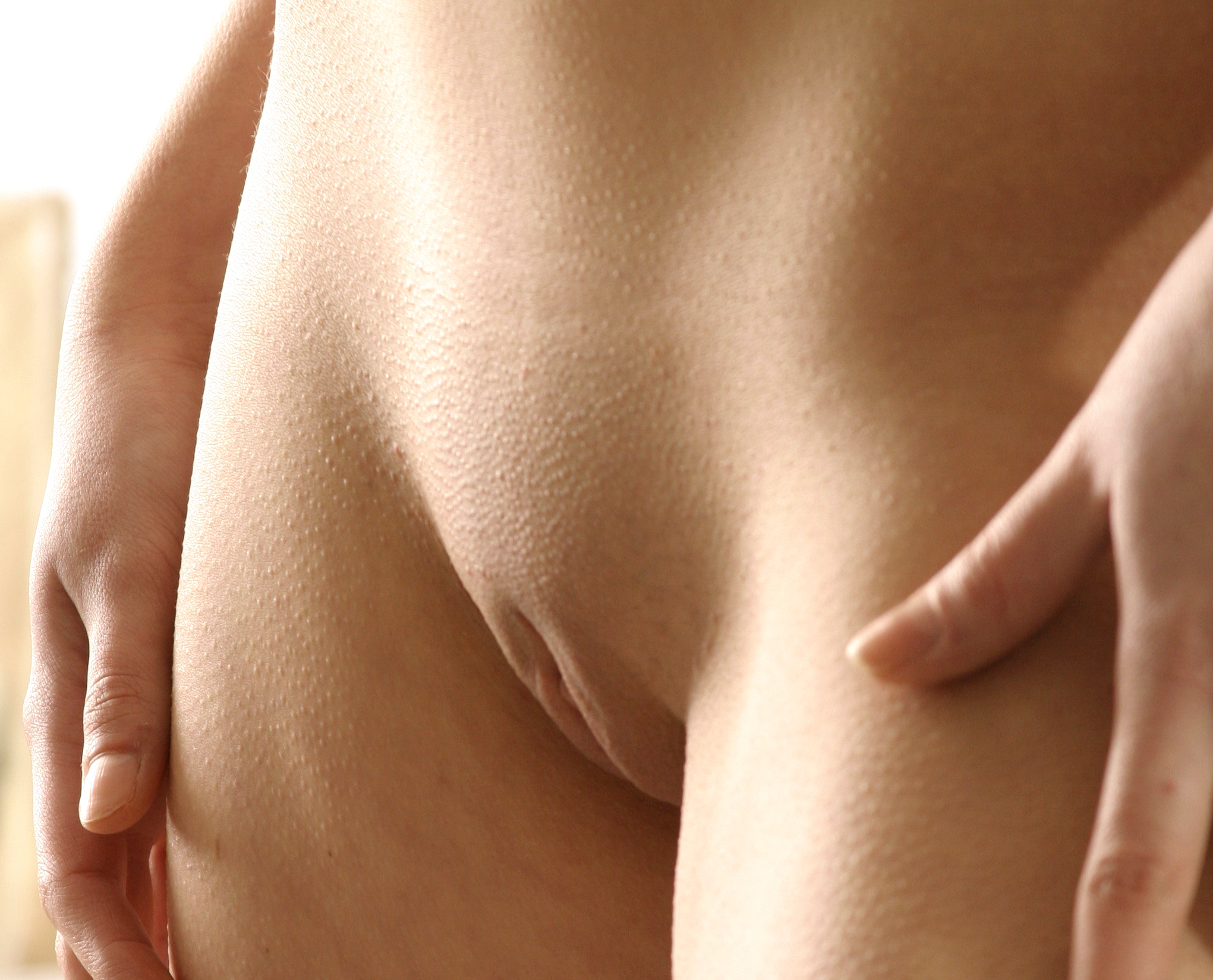
Wzgórek łonowy

Wzgórek łonowy (łac. mons pubis) – w anatomii człowieka wyniosłość skórna spowodowana skupieniem tkanki tłuszczowej. Widoczna jest szczególnie u kobiet, jeżeli występuje u mężczyzn to ma mniejsze rozmiary. Znajduje się w przedniej części sromu, powyżej spojenia łonowego. Ma kształt trójkąta z podstawą u góry, oddzieloną poziomą linią skórną od przedniej ściany brzucha, natomiast wierzchołkiem skierowanym ku dołowi, przedłużającym się w obręb warg sromowych większych. Bocznymi ramionami trójkąta są odcinki przyśrodkowe bruzd pachwinowych, przechodzące w bruzdy skórne płciowo-udowe. Grubość wzgórka jest osobniczo bardzo zmienna, waha się od 2 do 8 cm lub nawet więcej u kobiet bardzo otyłych. W okresie dojrzewania pokrywa się włosami łonowymi. Inna nazwa to wzgórek Wenery (łac. mons Veneris) – od imienia bogini miłości. 